# Гало д'Оро (Падова)
Гало д'Оро је насеље у Италији у округу Падова, региону Венето.
Према процени из 2011. у насељу је живело 47 становника. Насеље се налази на надморској висини од 17 м.